# Въже за скачане
Въжето за скачане е инструмент, използван в спорта за скачане на въже, при който един или повече участници прескачат въже, преметнато така, че да минава под стъпалата и над главите им. Скачането на въже може да се практикува от един участник или минимум 3-ма, 2-ма от които въртят въжето, докато третия скача. Когато едновременно се въртят 2 въжета в срещуположни посоки, комбинацията се нарича Дабъл Дъч (Double Dutch) – тя е значително по-сложна от скачането на едно въже.
Децата често изпълняват римички, броенки, докато скачат на въже. Тези рими могат да бъдат пълни безмислици или скрити коментари на актуални събития. Участниците могат да скачат докато не се уморят или не направят грешка, те могат да импровизират с различни трикове или да изпълняват точно подготвен набор от трикове. Хората също така изпълняват соло скачане на въже за упражнение и поддържане на формата. Съществуват стотици различни трикове и техники при скачането на въже.

## История
Според английския фолклор скачането на въже е спомен за въжето, с което Юда Искариотски се е обесил, след като предал Христос. Скачането на въже било популярно през пролетта и по-специално по време на Великден. Скачането на въже се провеждало в Кеймбридж и в някои села в Съсекс и на всеки Разпети петък в село Алкистън, източен Съсекс.

## Видове въжета
В скачането на въже съществуват основно 3-типа въжета, които се използват при различните форми на скачане.

### Бързо въже (Спийдроуп)
Типът бързо въже се състои, за разлика от традиционните конопени въжета от изкуствен материал. В двата края на въжето са закрепени кухи захвати. По този начин въжето се върти по-лесно и се прилагат по-малко усилия по време на скачане. Този тип въже се използва предимно в свободния стил и частично в скоростните дисциплините. Опитните скачачи използват и телени въжета (напр. от телефонен кабел), с помощта на които могат да скачат още по-бързо, поради това че телените въжета са по-леки и запазват формата си.
За много бързи скокове, както се изисква при спийд състезанията, често се използват стоманени въжета. Съществуват и още по-бързи варианти на обикновените стоманени въжета, които имат например захвати с вградени лагери.

### Перлено въже
При перленото въже на едно найлоново въже са нанизани приспособления, приличащи на перли, по този начин въжето има по стабилна траектория, в сравнение с въжето за самостоятелно скачане, което го прави особено подходящо за акробатични изпълнения. Перленото въже е изключително подходящо за шоуизпълнения, поради специалнитее ефекти, които създава.

### Дълго въже
Понятието дълго въже характеризира плетените въжета, като въжетата за алпинизъм например, с диаметър от 1 cm и дължина от 3 – 5 метра. В повечето случаи се използват чифт въжета (за дабъл дъч) или се върти едно въже, от 2 души, на което скачат 1 или повече участници.

## Състезания
Въпреки че много хора смятат, че скачането на въже е лесно и забавно занимание, други го смятат за спорт. Сериозните атлети, занимаващи се със скачане на въже, тренират упорито през цялата година. Скачането на въже изисква огромна сила, издръжливост, концентрация и търпение и може да бъде много повече от проста игра и пеене на римички.
В скачането на въже има както индивидуални така и отборни състезания. Индивидуалните състезания се състоят от 3 спийд дисциплини и фрийстайл. Отборните състезания се състоят от 8 дисциплини 4 спийд дисциплини и 4 фрийстайл, като са застъпени, както скачането на едно въже така и дабъл дъч.

### Свободен стил (Фрийстайл)
Като свободен стил се характеризира совободно избираем набор от техники, които се представят най-често под съпровод на музика. Всеки скачач или отбор представя индивидуална поредица от скокове и трикове, обикновено максималната продължителност на изпълнението може да е до 1:15 минути. Сложността на единичните скокове, вложеното творчество и техническото изпълнение се оценяват от съдийска комисия. При това изпълненията се категоризират в нива от 0 до 4. Ниво 0 са скокове, които са в областта на глезените (напр. джогстеп). Ниво 1 са скокове, при които се променя позицията на ръцете (напр. крис-крос). Ниво 2 е напр. „Double Under Cross“, при него изпълнителя скача веднъж и въжето се превърта два пъти под стъпалата му като при втория път той прави крис-крос. Ниво 3 е напр. трипъл ъндър крос, който функционира като „Double Under Cross“, само че въжето се превърта по три пъти. Ниво 4 са квадрипълите и т.н., както и сложните трипъли.
Фристайлът е застъпен както при единичното въже така и при дабъл дъч.

### Скоростни (спийд) дисциплини
По време на състезанията за скорост, атлетите трябва да изпълнят определен брой успешни скокове в определена рамка от време. Например, световния рекорд за 30 секунди е 188 скока.
Скоростни дисциплини има както при едничното въже, така и на дабълдъч.

### Демонстрации
Демонстрациите по скачане на въже често се правят по време на събития като фестивали, благотворителни сбирки и спортни шоута, както и при създаването на музикални видеоклипове (Yves Larock с участието на Jabba – Rise Up) и филми. Съществуват професионални демонстрационни отбори напр. "DDF Crew" – Белгия.

## Световни рекорди
- На 12 октомври 2006 50 000 скачащи (повечето от които деца и учители в началните училища) скачат за 30 секунди в 335 училища в Холандия.
- На 24 март 2006 рекорд за масово участие е поставен във Великобритания и Ирландия. 7632 деца скачат в продължение на три минути в 85 различни населени места в цялата страна. Това е част от съвместно усилие за въвеждането на скачането на въже отново в училищата от страна на британската асоциация по скачане на въже и организациите, занимаващи се с провеждане на семинари. Този рекорд е вписан в книгата на световните рекорди на Гинес.

## Скачането на въже като упражнение
Скачането на въже е дейност, подходяща не само за състезания или отмора, но и за сърдечно-съдовата дейност, подобно на бягането/джогинга или карането на колело. Това упражнение от аеробиката може да достигне стойности на изгаряне на мазнините до над 1300 калории в час при усилена дейност, с консумация на приблизително 0.1 калории на скок. Десет минути скачане на въже приблизително се равняват на 8 минути бягане. Скачане на въже в продължение на 15 – 20 минути е достатъчно, за да се изгорят калориите, съдържащи се в един шоколадов десерт тип марс/сникърс.

## Техники
Ето и някои основни техники, които най-често се използват при скачане на въже:
Основен скок
Това е когато двата крака са малко разделени и прескачат едновременно въжето. Начинаещите трябва да усъвършенстват тази основна техника, докато не почувстват увереност преди да пристъпят към по-сложните техники.
Кръстосан скок
Тази техника прилича на основния скок с единствената разлика, че докато се скача лявата ръка отива на мястото на дясната, а дясната на лявата и се получава кръстосване.
Двоен скок
За да се изпълни двоен скок, трениращият трябва да скочи малко по-високо от обикновено и да превърти въжето два пъти под стъпалата си. Възможно е въжето да се превърти и три пъти, тогава това се нарича троен скок. Всъщност в състезателното скачане на въже трипълите, квадрипълите (квад-ове) и квинтипълите (куинз) не са рядкост. За да бъде конкурентен в САЩ, един юноша над 15-годишна възраст трябва да може да изпълни повече от 200 трипъла в серия.
Други
- „скиор-а“
- „ножици“
- „скачащия jack“
- „кан-кан“